# Длугач Михайло Оскарович
Михайло Оскарович Длугач (нар. 10 липня 1893, Київ — пом. 1988, Москва) — російський радянський живописець, графік, плакатист, Заслужений працівник культури РРФСР з 1981 року; член Асоціації художників революції з 1926 року, Об'єднання робітників революційного плаката у 1931 — 1932 роках, Спілки художників СРСР.

## Біографія
Народився 10 липня 1893 року в місті Києві (тепер Україна). У 1905 — 1917 роках, з перервами, навчався в Київському художньому училищі у Івана Селезньова, Миколи Струнникова. У 1922 році переїхав до Москви. Працював над рекламою для кінотеатрів та в акціонерній спілці «Совкино».
Під час німецько-радянської війни у 1941 — 1942 роках був евакуйований до Уфи. Працював в місцевих «Вікнах ТАРС», виконував агітаційні, антигітлерівські плакати. Після повернення до Москви працював у творчо-виробничому об'єднанні «Агітплакат». 
Помер у Москві у 1988 році.

## Творчість
Працював у галузі політичного, агітаційного та циркового плаката. Автор понад 500 кіноплакатів, зокрема до фільмів:
- «Доротті Вернон», 1924;
- «Три покоління», 1925;
- «За годину 60 миль», 1925;
- «Ватажок мустангів», 1925;
- «Крижаний карнавал», 1925;
- «Радіо з яхти», 1925;
- «Париж заснув», 1925;
- «Василина», 1927;
- «Крила холопа», 1927;
- «Плітка», 1928;
- «Паризький чоботар», 1928;
- «Каприз Катерини Другої», 1928;
- «Людина з лісу», 1928;
- «Проданий апетит», 1928;
- «Непереможні», 1928;
- «Електричний стілець», 1928;
- «Острів Тогуй», 1929;
- «Суддя Рейтан», 1929;
- «Нічний візник», 1929;
- «Джальма», 1929;
- «Пишка», 1934.

У 1940 році брав участь в оформлення павільйону «Торф» на Всесоюзній сільськогосподарській виставці в Москві, у 1958 році — в оформленні Радянського павільйону на Всесвітній виставці в Брюсселі, у 1959 році оформлював павільйон «Центросоюз» на Виставці досягнень народного господарства СРСР в Москві.
1960 року створив серію значків «Історичні кораблі», нагородні медалі для Міністерства сільського господарства СРСР.
Тиражні плакати художника зберігаються в Російській державній бібліотеці, західних і російських приватних колекціях.